# Nuovo Polo per l'Italia

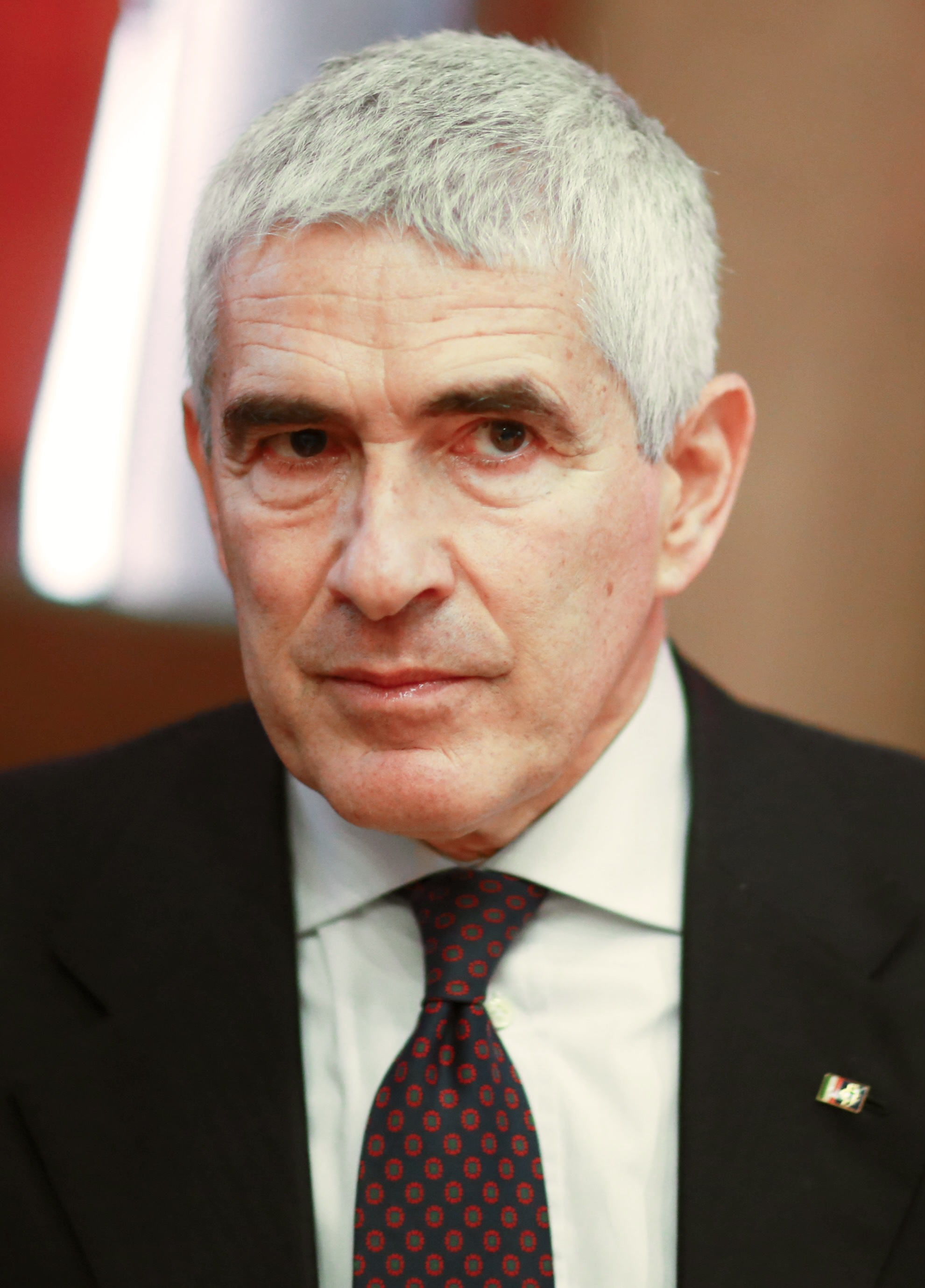
Pier Ferdinando Casini

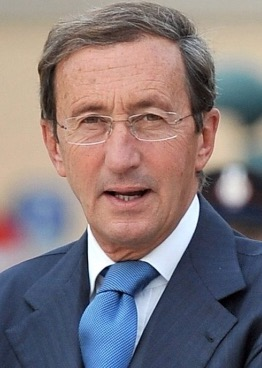
Gianfranco Fini

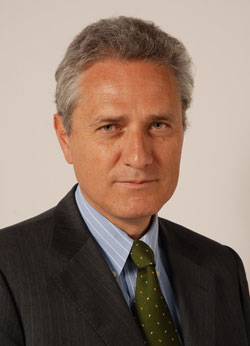
Francesco Rutelli

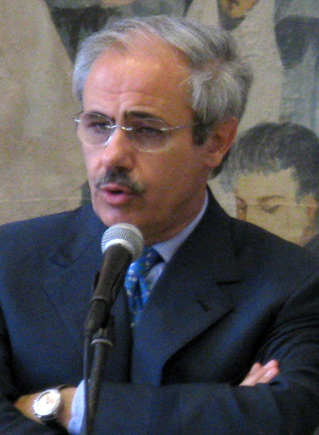
Raffaele Lombardo

Il Nuovo Polo per l'Italia, nato il 15 dicembre 2010 come Polo della Nazione e in tal modo ribattezzato il 25 gennaio 2011 (noto giornalisticamente anche come Terzo Polo), è stato un coordinamento fra gruppi parlamentari, nonché una coalizione elettorale, costituita da Pier Ferdinando Casini per l'Unione di Centro, Gianfranco Fini per Futuro e Libertà per l'Italia, Francesco Rutelli per Alleanza per l'Italia e Raffaele Lombardo del Movimento per le Autonomie.
Ad esso hanno preso parte anche il Partito Liberale Italiano di Stefano De Luca e l'associazione Verso Nord guidata dall'ex sindaco di Venezia Massimo Cacciari.

## Storia della coalizione

### Astensione sulla sfiducia a Caliendo
In occasione della mozione di sfiducia al sottosegretario alla Giustizia, Giacomo Caliendo nell'agosto 2010, il neonato gruppo di FLI, l'UdC, l'ApI ed il Movimento per le Autonomie scelgono di astenersi. Pier Ferdinando Casini ha definito questa alleanza un'area di responsabilità nazionale; Francesco Rutelli ha parlato della necessità di unire le forze che vogliono fare le riforme ed esercitare una grande responsabilità; dello stesso avviso anche il capogruppo di FLI, Italo Bocchino, che in un editoriale su Il Secolo d'Italia ha scritto che si tratta di una responsabilità spesso messa sotto i piedi da un violento spirito di parte, da una faziosità senza limiti e da una partigianeria che non possiamo condividere. Gli astenuti totali sono stati 75. Sono stati molti, tra giornali e intellettuali, a definire questa alleanza tra moderati, un possibile embrione di un nuovo Polo.

### La mozione di sfiducia al Governo Berlusconi IV
In vista del voto di fiducia al Governo fissato per il 14 dicembre 2010, l'UdC, FLI e l'ApI presentano una mozione di sfiducia alla Camera. A dare l'annuncio in conferenza stampa il 3 dicembre 2010 sono i rispettivi leader Pier Ferdinando Casini, Gianfranco Fini e Francesco Rutelli, i quali comunicano che, oltre alle firme dei deputati dei propri gruppi parlamentari (con la sola eccezione di Giampiero Catone di FLI), hanno firmato anche i deputati del Movimento per l'Autonomia di Raffaele Lombardo (in precedenza usciti dalla maggioranza insieme agli esponenti di FLI), dei Liberal Democratici di Daniela Melchiorre ed i singoli deputati Giorgio La Malfa e Paolo Guzzanti. La mozione raggiunge così un totale di 85 firme che se si vanno a sommare alle 232 firme raccolte nella mozione di sfiducia del Partito Democratico e dell'Italia dei Valori si raggiunge un totale di 317 firme, che sancirebbe al momento del voto la caduta del Governo.
Al momento del voto, tuttavia, dalla mozione di sfiducia si sono defilate quattro persone: il liberaldemocratico Maurizio Grassano e tre deputati di FLI, Silvano Moffa, Catia Polidori e Maria Grazia Siliquini (il primo, che fino all'ultimo ha cercato una mediazione col PdL, alla fine non ha partecipato al voto, mentre le altre due hanno votato contro la sfiducia). Vi sono state due defezioni pure tra gli aderenti all'altra mozione di sfiducia (Antonio Razzi e Domenico Scilipoti, entrambi dell'Italia dei Valori). Così, con anche la non partecipazione al voto del pur favorevole al Governo Antonio Gaglione (oltre a quella per prassi del presidente della Camera Gianfranco Fini) e l'astensione dei due deputati della SVP (Siegfried Brugger e Karl Zeller), la Camera ha respinto la mozione di sfiducia con 314 voti contro 311.
La nascita della coalizione è stata salutata come cosa seria dal giornalista del Corriere della Sera, Aldo Cazzullo, che ha auspicato l'aggregazione dei moderati attorno a valori oggi negletti: merito; legalità; responsabilità; e nazione. Successivamente, il coordinamento parlamentare annuncia un'assemblea comune del Nuovo Polo per il 28 e 29 gennaio, assicurando candidati comuni alle successive amministrative e prospettando gruppi unitari già nelle grandi città (come Roma, dove i tre partiti maggiori, FLI, UdC e ApI sono all'opposizione del sindaco Alemanno).
L'assemblea, svoltasi a Todi, cambia la denominazione in Nuovo Polo per l'Italia.

### Le elezioni amministrative 2011
In occasione delle elezioni amministrative del 2011 che si svolgeranno, tra l'altro, nei capoluoghi Milano, Torino, Bologna e Napoli, il Nuovo Polo conferma la scelta di correre unito:
- a Torino è stato scelto Alberto Musy, professore universitario, liberale e vicino ad Alleanza per l'Italia. Lo sostengono cinque liste: Unione di Centro (2,41%), Futuro e Libertà (1,40%), Alleanza per la Città (0,77%), la civica Cosima Coppola (0,35%), Socialisti Uniti - PSI (0,10%) e la lista formata dal PLI e dal PSDI (0,10%)[18][19];
- Milano: dopo un lungo tira e molla con Gabriele Albertini, già sindaco della città, la scelta è ricaduta su Manfredi Palmeri (FLI), presidente del Consiglio Comunale meneghino. A sostenere la candidatura di Palmeri si sono presentate due liste: Nuovo Polo per Milano (formata da FLI, ApI, PLI, Verso Nord e MpA) e l'Unione di Centro, le due liste hanno ottenuto rispettivamente il 2,68% e l'1,89%[20][21][22];
- Bologna: il Nuovo Polo converge sul nome di Stefano Aldrovandi, riunendosi nell'unica lista Stefano Aldrovandi sindaco, che ottiene il 4,74%;
- Napoli: il 7 marzo, il Nuovo Polo ufficializza la candidatura a sindaco di Raimondo Pasquino, rettore dell'Università degli Studi di Salerno e vicino all'Unione di Centro; ad appoggiare Pasquino ci sono quattro liste: Unione di Centro (5,20%), Futuro e Libertà (3,36%), Alleanza per l'Italia (1,46%) e la civica La città con Pasquino sindaco (1,44%)[23][24].

### Il gruppo ApI-FLI al Senato
Il 14 luglio al Senato della Repubblica si costituisce il gruppo Per il Nuovo Polo (ApI-FLI), formato dai 6 senatori di Alleanza per l'Italia (Francesco Rutelli, Franco Bruno, Riccardo Milana, Claudio Molinari, Emanuela Baio e Giacinto Russo) e 6 senatori di Futuro e Libertà (Mario Baldassarri, Candido De Angelis, Giuseppe Valditara, Maria Ida Germontani, Barbara Contini ed Egidio Digilio), tutti in precedenza iscritti al gruppo misto del Senato. All'ufficializzazione della nascita del gruppo, è seguita la diffusione di un manifesto unitario dei senatori (22 in tutto) che si riconoscono nel Nuovo Polo per l'Italia, firmato, oltre che dai parlamentari di Udc, Fli, Api e Mpa, anche dagli ex PD Nicola Rossi e Maurizio Fistarol e dall'ex PdL Enrico Musso.
Il 3 novembre 2011 si aggiunge Nino Strano di FLI, raggiungendo quota 23.Il 15 febbraio aderisce anche la neo senatrice Cristina De Luca di API, facendo raggiungere quota 24.

### Io cambio l'Italia, il primo convegno nazionale
In data 22 luglio 2011 si è tenuto il primo convegno nazionale del Nuovo Polo a Roma, all'Auditorium Conciliazione. Esso è stato organizzato dagli esponenti di UdC, FLI, ApI e MpA. Dei 2000 posti dell'Auditorium, settecento sono spettati all'Unione di Centro, altrettanti per Futuro e Libertà, cinquecento per Alleanza per l'Italia e i restanti cento al Movimento per le Autonomie.
Dopo l'introduzione del coordinatore nazionale dell'Unione di Centro Ferdinando Adornato, a parlare sono stati molti giovani (tra cui il diciottenne sindaco di Bonea Salvatore Paradiso), studenti e parlamentari (tra i quali Gianfranco Paglia, deputato FLI, e Nicola Rossi, senatore ex PD), senza dimenticare i quattro esponenti nazionali: Francesco Rutelli, rimasto fedele al suo concetto di governo del Presidente appoggiato da una grande maggioranza, Raffaele Lombardo, che continua a vedere nel Sud una risorsa da cui può incominciare lo sviluppo, Pier Ferdinando Casini, che ha più volte ribadito la possibile nascita di una Terza Repubblica, e ultimo Gianfranco Fini, il quale è favorevole ad un ingresso del Nuovo Polo in una maggioranza senza Berlusconi. È stato inoltre presentato il manifesto del convegno stesso.

### Le dimissioni di Berlusconi e l'appoggio a Monti
In seguito alle dimissioni di Silvio Berlusconi, Giorgio Napolitano avvia le consultazioni e una delegazione del Nuovo Polo, composta da esponenti di Camera e Senato di Unione di Centro, Futuro e Libertà ed Alleanza per l'Italia guidata da Pier Ferdinando Casini, afferma di essere disposta a sostenere un esecutivo guidato da Mario Monti (ritenuta la persona più quotata a condurre un governo tecnico) e di dare a quest'ultimo carta bianca sulla composizione del governo, accettando quindi che sia interamente composto da ministri che non provengono dai partiti.

### La disfatta alle amministrative 2012 e la sfaldatura dell'alleanza
Alle elezioni amministrative italiane del 2012, dove il Nuovo Polo corre unito solo in poche città, si registra un andamento molto negativo di quest'alleanza, che spesso si spacca con Unione di Centro e Futuro e Libertà a sostegno di sindaci di centro-destra ed Alleanza per l'Italia a sostegno di quelli del centro-sinistra.
In seguito a questi risultati e alla divisione nella coalizione, alle ore 21:34 dell'8 maggio 2012 Pier Ferdinando Casini dichiara con un tweet la fuoriuscita dell'UdC dall'alleanza. Con l'uscita della costola più importante dell'alleanza e il successivo riavvicinamento dell'Alleanza per l'Italia al centro-sinistra, il Nuovo Polo si può dire un'esperienza chiusa.

## Adesioni
Il giorno dopo la sconfitta della mozione di sfiducia i firmatari fondano ufficialmente il Nuovo Polo per l'Italia. Vi aderiscono i parlamentari di:
- Unione di Centro (cristiano-democratici) di Pier Ferdinando Casini;
- Futuro e Libertà per l'Italia (liberalconservatori) di Gianfranco Fini;
- Alleanza per l'Italia (centristi) di Francesco Rutelli;
- Movimento per le Autonomie (meridionalisti) di Raffaele Lombardo;
- Liberal Democratici (liberali) di Daniela Melchiorre;
- Partito Liberale Italiano (liberali) di Stefano De Luca;
- Verso Nord (autonomisti) di Massimo Cacciari;
- l'ex esponente del Partito Repubblicano Italiano Giorgio La Malfa.

## Nelle istituzioni

### Camera dei deputati
Alla Camera dei deputati il Nuovo Polo per l'Italia poteva contare al momento del suo scioglimento su un totale di 82 deputati:
- 38 deputati del gruppo dell'Unione di Centro;
- 26 deputati del gruppo di Futuro e Libertà per l'Italia;
- 7 deputati dell'Alleanza per l'Italia;
- 4 deputati del gruppo Liberali per l'Italia - PLI;
- 4 deputati del Movimento per le Autonomie;
- 2 deputati dei Liberal Democratici;
- l'ex segretario del PRI Giorgio La Malfa.

### Senato della Repubblica
Al Senato della Repubblica il Nuovo Polo per l'Italia poteva contare al momento del suo scioglimento su un totale di 26 senatori:
- 9 senatori che risiedono nel gruppo Unione di Centro, SVP e Autonomie (Union Valdôtaine, MAIE, VersoNord, Movimento Repubblicani Europei, Partito Liberale Italiano), così distribuiti:
  - 5 senatori dell'Unione di Centro, di cui:
    - 4 dell'Unione dei Democratici Cristiani e di Centro;
    - 1 del MAIE, Mirella Giai, che ha stretto un patto di collaborazione con l'UdC;

  - 1 senatore del PLI, Enrico Musso;
  - 1 senatore di VN, Maurizio Fistarol;
  - 1 senatore PRI (ex MRE), Luciana Sbarbati;
  - 1 senatore del PSI, Carlo Vizzini;
- 14 senatori del gruppo Per il Nuovo Polo (ApI-FLI):
  - 7 senatori di Futuro e Libertà per l'Italia;
  - 7 senatori dell'Alleanza per l'Italia;
- 3 senatori del gruppo misto:
  - 2 senatori del Movimento per le Autonomie;
  - Nicola Rossi, ex PD.

### Parlamento europeo
Al Parlamento europeo il Nuovo Polo per l'Italia poteva contare al momento del suo scioglimento su un totale di 10 eurodeputati:
- 8 deputati che risiedono nel Gruppo del Partito Popolare Europeo, così distribuiti:
  - 5 deputati dell'Unione di Centro;
  - 3 deputati di Futuro e Libertà per l'Italia;
- 1 deputati che risiedono nel Gruppo dell'Alleanza dei Democratici e dei Liberali per l'Europa, così distribuiti:
  - 1 deputato di Verso Nord, Gianluca Susta.